# Processo de impeachment de Nelson Marchezan Júnior
O processo de impeachment de Nelson Marchezan Júnior foi aberto em 5 de agosto de 2020 após votação na Câmara Municipal de Porto Alegre e encerrado em 17 de dezembro do mesmo, sem julgamento do prefeito.
O pedido de impeachment do prefeito de Porto Alegre foi o sexto a ser protocolado na Câmara e o primeiro a ter a sua admissibilidade aprovada em plenário. Em 28 de agosto, o relatório elaborado pela comissão processante encarregada da análise do pedido concluiu pelo prosseguimento da investigação da denúncia apresentada, dando início à fase de instrução processual, na qual são ouvidos os depoimentos do denunciado e das testemunhas arroladas no processo.

## Precedentes
Nelson Marchezan Júnior já havia sido objeto de cinco pedidos de impeachment antes da aceitação do sexto pela Câmara Municipal.

### Primeiro pedido
O primeiro pedido de impeachment do prefeito foi protocolado em 11 de outubro de 2017 pelos taxistas Lucas da Costa Braga e Lisandro Zwiernik. Os proponentes argumentaram que o prefeito descumprira a lei 12.162 de 2016, que obrigava o Município a uma taxa de gerenciamento operacional e o imposto sobre serviços de qualquer natureza de empresas proprietárias de aplicativos de transporte e seus motoristas. A procuradoria da Câmara Municipal definiu o rito legal a ser seguido pelo processo cinco dias depois, por pedido do presidente da casa legislativa, Cássio Trogildo, dada a raridade desse tipo de pedido. Em 18 de outubro, o pedido teve sua admissibilidade rejeitada pela Câmara Municipal, por vinte e oito votos a sete, sendo os últimos das bancadas de PSOL e PT.

### Segundo pedido
Um segundo pedido de impeachment de Marchezan Júnior foi protocolado pelo taxista Paulo Adir Ferreira, então filiado ao PPS filiado ao PSDB por mais de vinte anos, inclusive tendo concorrido ao cargo de deputado federal em 2014, em 2 de julho de 2018. O proponente defendia que o prefeito havia excedido em mais de trinta e oito milhões de reais o aprovado para a Carris. Posteriormente, o PPS encaminhou pedido de expulsão do filiado, uma vez que o pedido não representava a opinião do partido. Moisés Barboza, líder do governo na Câmara, sugeriu que o pedido poderia estar "baseado em uma mágoa", visto que Ferreira teria sido expulso de uma reunião no gabinete do prefeito no ano anterior. Ferreira rebateu as críticas sustentando que Marchezan Júnior cometera crimes "muito parecidos ou até mais graves" do que os supostos crimes de responsabilidade cometidos por Dilma Rousseff e que acabaram levando ao impeachment da presidente em 2016.
Valter Nagelstein, então presidente da Câmara, do PMDB, negou-se a pautar a votação da admissibilidade em plenário, mesmo que o rito legal assim o determinasse. Em vista disso, Paulo Ferreira entrou na Justiça para garantir que o pedido seguisse o rito e teve provimento em caráter liminar garantido pela desembargadora Lúcia de Fátima Cerveira, em 13 de julho. Nagelstein garantiu que não questionaria a decisão judicial, mas o fez poucos dias depois. A desembargadora acolheu o pedido do vereador, adiando a votação da admissibilidade do pedido para depois do recesso parlamentar, uma vez que projetos que tramitavam em regime de urgência trancavam a pauta. Em 3 de outubro, a admissibilidade do pedido de impedimento foi votada e rejeitada no plenário da Câmara municipal por dezoito votos a dezesseis. Votaram favoravelmente à abertura as bancadas de PDT, PSOL, PRB, PT e Solidariedade, além de vereadores de DEM e PSB.

### Terceiro pedido
O cobrador de ônibus Gerson Luis de Ávila Assis apresentou, em 24 de julho de 2019, um terceiro pedido de impeachment contra Marchezan Júnior. De acordo com o proponente, Marchezan e a Empresa Pública de Transporte e Circulação teriam cometido crime de prevaricação quando permitiram que duas linhas de ônibus circulassem sem cobradores, uma vez que o projeto de lei que autorizaria essa prática não havia sido aprovado na Câmara Municipal. A admissibilidade do pedido foi rejeitada na casa legislativa por vinte e seis votos contrários e oito abstenções.

### Quarto pedido
Em 21 de agosto de 2019, o biólogo Cláudio Francisco Mota Souto, filiado ao PP, protocolou um pedido de impedimento do prefeito. Conforme a peça, Marchezan Júnior teria cometido  irregularidades no chamado Banco de Talentos, favorecido ilegalmente empresas, descumprido a Lei Geral dos Táxis e praticado assédio moral contra funcionários públicos entre outros alegados crimes de responsabilidade. O líder do governo na Câmara, Mauro Pinheiro, então vereador pela Rede Sustentabilidade, qualificou a peça como um "ato vingativo do PP", que  poucos dias rompera aliança com o governo. Em 26 de agosto, a admissibilidade do pedido foi rejeitada em votação na Câmara, por vinte e dois votos a onze. Votaram favoravelmente vereadores de PDT, PSOL, PT, PSB e Partido Novo.

### Quinto pedido
No dia 12 de setembro, um quinto pedido de impeachment foi protocolado na Câmara Muncipal pelo consultor Capinaré Costa, filiado ao PSB. A peça sustentava que Marchezan cometera atos de improbidade e ilegais durante seu mandato por ter repassado a área do entorno do Parque Harmonia para exploração por parte do Movimento Tradicionalista Gaúcho, sem que os valores fossem repassados ao Município. Marchezan Júnior criticou tanto o pedido quanto as regras do trâmite dos pedidos de impeachment, que vão diretamente a plenário caso seu conteúdo jurídico seja aprovado. A admissibilidade do pedido foi rejeitada por vinte e três votos contrários e três abstenções. Em nota, o prefeito agradeceu aos vereadores que votaram contra a admissibilidade do pedido e sugeriu, sem apresentar provas, que ele tinha "objetivo de desgaste político".

## Pedido de impeachment
Em 31 de julho de 2020, o sexto pedido de impeachment de Marchezan Júnior foi protocolado na Câmara. Ele foi elaborado pelas empresárias Nair Berenice da Silva e Andrea Glashester Pires Weber, o engenheiro Carlos Frederico Brandt e Fernanda da Cunha Barth, que não especificou a profissão no pedido. Dentre os quatro, a última foi candidata a vereadora pelo PP em 2016, a deputada estadual pelo Partido Novo em 2018 e a vereadora pelo PRTB em 2020, sendo eleita neste último pleito. Os autores sustentavam que o prefeito cometera crime de responsabilidade e infração administrativa ao usar de maneira supostamente indevida R$ 3,1 milhões do Fundo Municipal de Saúde em saúde em ações de publicidade.
Foram três as peças publicitárias alvo da denúncia. Uma delas trazia medidas de profilaxia em relação à COVID-19, voltado para veiculação em redes sociais e exibição em postos de saúde. A outra dizia respeito a uma campanha veiculada na televisão que recomendava a não circulação em Porto Alegre na semana do aniversário da cidade, com custo de pouco mais de quinhentos mil reais. A terceira e mais cara custou 2,8 milhões de reais, foi veiculada em televisão, rádio, internet, jornais impressos e mídias externas.
Conforme a denúncia, "em um ambiente declarado de Pandemia Global, todos os recursos públicos deveriam ser canalizados em prol da Saúde da população de Porto Alegre, e não o contrário" (sic). Além disso, a peça sustenta que haveria "exigüidade de recursos materiais notoriamente deficientes na rede hospitalar de Porto Alegre" (sic). Em resposta, o secretário municipal de Saúde, Pablo Stürmer, afirmou que "não houve uma pessoa sequer que tenha sido vítima da COVID-19 em Porto Alegre por falta de recursos" e que campanhas de publicidade são importantes durante uma pandemia, visto tratar-se de uma doença nova.
A denúncia ainda cita uma decisão do Tribunal de Justiça do Rio Grande do Sul de junho de 2020 que proíbe a prefeitura de realizar informes de cunho político que exaltassem a gestão de Marchezan Júnior, o que havia ocorrido no ano anterior, permitindo somente publicidade com orientações sobre o novo coronavírus e a dengue.
Em 3 de agosto, Marchezan Júnior enviou um ofício ao presidente Câmara de Vereadores defendendo-se das acusações que constam no pedido de impeachment. De acordo com o texto, todos os gastos em saúde devem ser realizados através do Fundo Municipal de Saúde, inclusive os referentes a publicidade. Além disso, o prefeito indica que a lei orçamentária de 2020, aprovada pela Câmara, autorizou o gasto de quase seis milhões de reais provenientes do Fundo. Conforme o ofício, o objetivo dos gastos em publicidade seria estimular medidas de profilaxia em relação ao coronavírus e a vacinação contra gripe. Marchezan Júnior conclui sugerindo que não há causa para o pedido de impeachment apresentado e pede ao presidente do Legislativo para rejeitá-lo por não preencher requisitos legais e constitucionais, no que não foi atendido.

## Início do processo de impeachment
A admissibilidade do pedido foi aceita pela Câmara em 5 de agosto, por trinta e um votos a quatro, sendo estes de vereadores do PL, PSDB, PSL e PSB. Dessa maneira, foi aberto o processo de impeachment. No mesmo dia, foi formada a comissão processante que avaliou o pedido, composta, através de sorteio, pelos vereadores Hamilton Sossmeier (PTB), Alvoni Medina Nunes (Republicanos) e Ramiro Rosário (PSDB), sendo o último o único governista. A comissão teria noventa dias para apresentar um relatório sobre a denúncia.
Na noite do dia da aprovação da admissibilidade, o prefeito manifestou-se por meio de redes sociais, defendendo que a utilização de verbas dos fundos de saúde em campanhas publicitárias na mesma área é prevista pelo Constituição. No dia seguinte, Marchezan Júnior qualificou a justificativa do pedido como "simplória e quase inexistente", uma vez que um valor de seis milhões de reais teria sido aprovado pelos vereadores para gasto em publicidade, com origem no Fundo Municipal de Saúde. Em entrevista à TV Pampa poucos dias depois de o pedido de impeachment ser aceito pelos vereadores, Marchezan Júnior declarou que mostraria "quem é cada um dos vereadores (... ) que estão querendo colar em mim essa (pecha) de corrupção". Em resposta, o presidente da Câmara, Reginaldo Pujol, do Democratas, afirmou que os parlamentares não votariam a favor do prefeito, uma vez que ele "fica falando que vai encurralar todo mundo".
Em 11 de agosto, o prefeito foi notificado oficialmente da abertura do processo de impedimento, dia em que também começou a contar o prazo de noventa dias para trabalho da comissão processante. Em 24 de agosto, ele apresentou sua defesa à comissão, apontando vinte e nove pessoas como testemunhas no processo de impeachment, incluindo adversários políticos, muitas das quais disseram desconhecer por que foram arroladas no processo. A comissão processante, por sua vez, determinou que somente dez testemunhas pudessem ser arroladas. A defesa do prefeito também pediu que a cópia do processo do ex-vice-prefeito assassinado em 2010 Eliseu Santos fosse juntado ao processo de impedimento.
O relatório elaborado pela comissão concluiu, em 28 de agosto, pelo prosseguimento da investigação da denúncia de impedimento apresentada, iniciando a fase de instrução processual.

## Batalha judicial
Depois da aprovação da abertura do impeachment, teve início uma batalha judicial entre a defesa de Marchezan Júnior e a Câmara Municipal. O processo foi suspenso liminarmente pelo juiz Cristiano Vilhalba Flores, em 1 de setembro, pelo entendimento de que o prefeito não teve amplo direito à defesa na comissão processante. A procuradoria da Câmara Municipal recorreu da decisão dois dias depois, conseguindo, em 4 de setembro, um efeito suspensivo da liminar concedida anteriormente. O desembargador Alexandre Mussoi Moreira considerou na decisão que "não restou demonstrado no processo o prejuízo ao denunciado". A defesa de Marchezan Júnior anunciou, no dia seguinte, que recorreria da decisão. Posteriormente, a defesa do prefeito entrou com um mandado de segurança pedindo a anulação da decisão do desembargador, argumentando que ele havia copiado trechos inteiros do agravo da Câmara. O desembargador teve de reescrevê-la e eliminar os trechos plagiados.
Outro divergência judicial deu-se sobre as testemunhas do processo. Marchezan Júnior havia indicado vinte e nove testemunhas para serem ouvidas no processo. Depois de a comissão ter delimitado o número máximo de depoentes a dez, a defesa do prefeito entrou na Justiça e o juiz Cristiano Vilhalba Flores permitiu que ele apresentasse vinte testemunhas, entendendo que seriam dez para cada fato apontado no pedido de impeachment. Por meio de liminar, a defesa do prefeito também obteve decisão favorável do juiz Fernando Carlos Tomazi Diniz para que os autores do pedido de impeachment fossem ouvidos antes das testemunhas arroladas. Apenas dois dias depois, o desembargador Alexandre Mussoi Moreira determinou que os denunciantes não precisariam ser ouvidos, uma vez que não há base legal para tal procedimento.
No final de setembro, o juiz Cristiano Vilhalba Flores declarou nula a sessão que abriu o processo de impeachment, argumentando que ela não poderia ter ocorrido enquanto votações em regime de urgência trancassem a pauta. Dias depois, decisão do desembargador Alexandre Mussoi Moreira suspendeu a decisão de primeira instância, permitindo que o processo de impeachment prosseguisse.
Conforme a jornalista Kelly Mattos, a estratégia do prefeito era postergar ao máximo possível o andamento do processo, uma vez que, se ele seguir todos os ritos nos prazos especificados, Marchezan Júnior poderia ter seu mandato cassado sete dias antes do primeiro turno das eleições, ficando fora do pleito. O jornalista Paulo Germano, por sua vez, sugeriu que a estratégia de defesa é postergar o processo para que ele supere a data limite de extensão prevista pela legislação, noventa dias. Em resposta, Roger Fischer, advogado do prefeito, sustentou que não teve intenção de protelar o processo.

## Término sem julgamento
Após a batalha jurídica, o Tribunal de Justiça decidiu, em 17 de dezembro, encerrar o processo de impeachment, alegando que o prazo máximo de 90 dias havia estourado. Àquela altura, faltavam quatorze dias para Marchezan Júnior deixar o cargo, uma vez que não havia sido reeleito no pleito de novembro.